# Hagure Yūsha no Estetica
Hagure Yūsha no Estetica (はぐれ勇者の鬼畜美学 Hagure Yuusha no Esutetika?) es una novela ligera japonesa creada por Tetsuto Uesu. La cual fue adaptada a un anime. FUNimation Entertainment transmitió simultáneamente el anime en su portal de vídeos.

## Argumento
La historia sigue a una organización de entrenamiento internacional llamado Babel la cual protege a los jóvenes que vuelven de otros mundos. Un héroe llamado Akatsuki ha vuelto al mundo real desde un mundo mágico llamado Alazzard (アレイザード Areizādo?), acompañado de una hermosa chica la cual es la hija del rey demonio.

## Personajes
Akatsuki Ousawa (鳳沢 暁月 Ōsawa Akatsuki?)
Seiyū: Nobuhiko Okamoto
El protagonista masculino conoce como el "Héroe Rogue". Akatsuki es un joven alto, con el pelo morado desordenado y ojos azules. Por lo general es visto con el uniforme Babel, ya sea estándar o ropa de gimnasia, mientras que en Alayzard lleva un traje de armadura de estilo medieval sin mangas. Akatsuki volvió al mundo real después de derrotar al rey de los demonios (魔王 MAO) y convertirse en un héroe en el mundo alternativo de Alayzard (アレイザード Areizādo). Fue encargado por el rey demonio para cuidar a su hija Myuu , a quien trajo con él. Akatsuki comenzó a asistir a la escuela Babel junto con Myuu (que presenta como su hermana perdida hace mucho tiempo). Él es generalmente muy tranquilo y lleno de confianza. Aunque por lo general amable, que se ha pervertido en la naturaleza. Akatsuki, a diferencia de la mayoría de los estudiantes de Babel, no puede usar la magia, ya que él no aprendió como recoger algo de magia del otro mundo. Sin embargo, él es un maestro de Renkankei-kikou, que controla el Ki (flujo de energía) de uno mismo, los demás y el medio ambiente. La naturaleza exacta de este poder no ha sido revelado. Se le enseñó cómo aprovechar esta energía en Alayzard, el otro mundo.
Armas dispositivo (o "AD" para abreviar) son las pulseras que se dan a los estudiantes durante el entrenamiento. Cuando un AD es usado, se ajusta a los poderes y habilidades naturales del usuario, y se transforma en el arma más adecuada para el usuario. Akatsuki no pudo generar inicialmente una AD porque sólo tenía uno y no era lo suficientemente fuerte como para resistir su poder, pero al darse cuenta de que si tuviera más bandas AD (en un primer momento es quebrantada), su arma AD finalmente se manifiesta. Así mediante la recopilación de las pulseras de AD de varios estudiantes, que es finalmente capaz de formar una enorme espada inusual con gran poder, y la más pulseras AD utiliza el más poderoso se vuelve, junto con el cambio de su forma. Esta espada demoníaca, que se llama "Laevateinn", tiene escrituras grabadas en ella. Desde el descubrimiento de este nuevo poder, el Laevateinn, Akastuki ha empleado de manera regular en la batalla.También logró controlar "Sleipnir", una moto supersónica.
Myuu Ousawa (鳳沢 美兎 Ōsawa Myū?)
Seiyū: Yōko Hikasa
La protagonista femenina y la hija del rey demonio, a quien Akatsuki derrotado y tuvo con él al mundo real por última petición muerte del rey demonio, para cuidar de su hija. Myuu es retratada como una niña dulce e inocente con el pelo de color rosa que es por lo general en dos colas y que tiene los ojos verdes. Ella es una chica atractiva joven de mediana estatura, que tiene sobre todo los pechos grandes, una mordaza corriente es su dificultad para encontrar ropa lo suficientemente grande para ella en la zona del pecho. Ella se hace pasar por la hermana pequeña de Akatsuki en la escuela. Aunque inicialmente Myuu tiene un odio hacia Akatsuki por matar a su padre, ella cae poco a poco enamorada de él. Myuu tiene un alto nivel de habilidades mágicas, siendo capaz de generar escudo mágico sin ningún esfuerzo, y también utilizar múltiples hechizos mágicos - de diferentes elementos - a la vez, y en rápida sucesión. A pesar de que parece favorecer el uso del tipo de magia de aire, ya que la mayoría de sus círculos mágicos aparecen de color verde. Arma AD de Myuu toma la forma de un bastón con una cabeza elaborada, llamado estaño Santo. Hasta el momento sólo ha sido demostrado usando como un arma de bloqueo. Se supone que ese personal puede ayudar a la magia de Miu también.
Kuzuha Doumoto (桐元 葛葉 Dōmoto Kuzuha?)
Seiyū: Kana Hanazawa
Kuzuha tiene el pelo verde y ojos azules, corto y delgado de estatura. Ella es la representante de la clase para la clase B, y toma muy en serio su trabajo a pesar de su edad. Mientras que al principio no le gustaba Akatsuki, se acerca a él, incluso el desarrollo de un pequeño enamoramiento, después de que él la ayudó a recuperar la confianza después de haber sido despreciado por el Consejo de Estudiantes. Ella es muy joven, ya que originalmente estaba en la escuela primaria antes de ser trasladado a la rama secundaria. Ella es muy inteligente y que es su razón de ser en la escuela secundaria. A menudo se burlaba de su altura por Akatsuki. Ella es una amiga cercana de Myuu, junto con la mayoría de las otras chicas de la historia. Su elemento es la tierra y su arma de elección AD es un martillo gigante.
Chikage Izumi (五泉 千影 Izumi Chikage?)
Seiyū: Kana Ueda
Una compañera de clase de Akatsuki y de Myuu. Ella una chica amistosa, poco femenina con el pelo castaño corto y ojos color ámbar. Se hace amiga de Myuu inmediatamente. Ella también es lesbiana, y admite este hecho, sin vergüenza, a pesar de que desarrolla un liger "gusto" a Akatsuki. Su elemento es el agua y su arma AD de elección es un arco largo.
Motoharu Kaidou (海堂元春 Kaidō Motoharu?)
Seiyū: Atsushi Abe
El estudiante revoltoso y relajado que se declaró como "sobras" de la clase "A". a pesar de cumplir con Akatsuki un par de veces, Kaidou se declara como el mejor amigo de Akatsuki y le llama "Akkii". Esta implícito de tener segundas intenciones, y ser muy poderoso, pero hasta ahora se ha abstenido de hacer frente a Akatsuki, que él cree que aún tiene que revelar su verdadera fuerza.
Kyoya Hikami (冰神京也 Hikami Kyoya?)
Seiyū: Takahiro Sakurai
El presidente del consejo estudiantil. Tiene el pelo plateado y ojos azules. Un miembro del capullo, que por lo general tiene una sonrisa manipuladora en la cara y los ojos fríos. Él es tranquilo y sereno a las burlas de Akatsuki para luchar, pero él tiene un interés en Akatsuki. Él también está implicado tener el mismo poder como Akatsuki. Su elemento es el hielo y su arma de elección AD aún no se ha visto.
Haruka Nanase (七瀬 遥 Nanase Haruka?)
Seiyū: Marina Inoue
la vicepresidenta del consejo estudiantil desde hace mucho tiempo, su pelo y sus ojos son verdes. Ella no soporta a Akatsuki, sobre todo después de que él la humillara al robar su ropa interior y sujetador en medio de la escuela. A veces le llama a Akatsuki sobrenombres como "lobo", sin embargo, a su vez parece estar enamorada de él. Su elemento es el viento y sus armas AD son dos cuchillos de empuje (similar a Eskimo Ulu).
Ryouhei Uesaki (上崎辽平 Uesaki Ryohei?)
Seiyū: Satoshi Hino
El secretario del consejo estudiantil. Tiene el pelo corto color marrón. Su elemento es el fuego y su arma AD es un Dao (Sable Chino). 
Minami Aihara (哀原美奈巳 Aihara Minami?)
Seiyū: Ayana Taketatsu
La tesorera del consejo estudiantil. tiene el pelo largo color castaño y ojos marrones. Una miembro de silencio que dice cosas sólo cuando se necesite. Su elemento es la tierra y su arma AD es una cadena conocida como Chui Liuxing (Hammer Meteor).
Listy El Da Sherfied (リスティ・エル・ダ・シェルフィー Risuti Eru Da Sherufīdo?)
Seiyū: Rina Satō
La princesa de Sylphid, un país en el Alayzard, cuyo hermano murió para proteger a Akatsuki. Después de la caída del Rey Demonio, trató de evitar que Akatsuki de regresara a casa, sin darse cuenta de su juramento de proteger Myuu. también parece tener algún tipo de afecto hacia Akatsuki. (Ella también hace las vistas previas de los próximos episodios de la adaptación al anime.)
Leon Aceperio (レオン·エスペリオ Reon Esuperio?)
Se dedicó a Listy y también era conocido como un héroe. Fue asesinado por Galious al luchar junto a Akatsuki y una tumba fue construida por él. Por desgracia, su tumba fue destruida por Phil por odio y gloria, pensando que León es una monstruosidad.
Phil Barnett (フィル・バーネット Firu Bānetto?)
Seiyū: Noriaki Sugiyama
Un caballero santo del ejército Disdian. Se le ordenó capturar Myuu y para llevarla a Alayzard para ejecutarla. También se le ordenó matar a Akatsuki si se trata de salvar a Myuu. También hizo un contrato con Zahhaku, el dragón de perversos Alayzard, y lo utilizó para atacar a cualquiera que se interponga en su camino, especialmente Akatsuki. Su arma es capaz de infligir veneno, lo que resulta en una muerte instantánea. Phil también destruyó la tumba de Leon por el odio y por la gloria, refiriéndose León como una monstruosidad a él.

## Contenido de la obra
Novela Ligera
La novela ligera cuenta con 11 volúmenes hasta el momento. Aunque no se ha dado un comunicado especial, lo cierto es que el autor no ha dado miras de querer continuar la serie. Unos de los motivos al parecer es que se quiere concentrar en su novela actual llamada Shinmai Maō no Testament (新妹魔王の), cuya novela y principalmente anime ha sido muy bien recibida. Dado la popularidad de esta novela (sacada después de Hagure Yuusha no Estetica) y el hecho que ha pasado mucho tiempo desde la salida del volumen 11 (fue sacado el 28/02/13), parece bastante poco probable que continúe con la publicación.

### Anime
Una adaptación al anime producida y animada por Arms y dirigida por Rion Kujou comenzó a emitirse en Japón el 6 de julio de 2012.